# Enoch Heinrich Kisch
Enoch Heinrich Kisch (ur. 6 maja 1841 w Pradze, zm. 24 sierpnia 1918 w Marienbadzie) – austriacki lekarz balneolog żydowskiego pochodzenia, profesor Uniwersytetu w Pradze. Jego brat Alexander Kisch (1848–1917) był rabinem w Pradze.

## Życiorys
Kisch studiował w Pradze, w 1862 został doktorem medycyny. Od 1863 pracował jako lekarz uzdrowiskowy  w Marienbadzie. W 1867 został docentem prywatnym, a w 1884 profesorem nadzwyczajnym balneoterapii na Uniwersytecie w Pradze. Zajmował się również ginekologią. Wysunął tezę, że stosunek przerywany może wywołać u kobiet neurastenię i problemy z sercem, odradzając stosowanie tej metody antykoncepcji. Od 1868 roku wydawał czasopismo „Allgemeine balneologische Zeitung”, później wychodzące pod tytułem „Jahrbücher für Balneologie”.

## Wybrane prace
- Badeärztliche Briefe an die kurgäste Marienbads. (1865)
- Über den Einfluss der Fettleibigkeit auf die weiblichen Sexualorgane. Prag, 1873
- Das climacterische Alter der Frauen. Erlangen 1874
- Die Sterilität des Weibes. Wien: Urban & Schwarzenberg, 1886
- Uterus und Herz (1898)
- Die Lipomatosis universalis (1888)
- Handbuch der allgemeinen und speciellen Balneotherapie. Wien
- Grundriss der klinischen Balneotherapie (1897)
- Klimatotherapie. Urban & Schwarzenberg, 1898
- Das Geschlechtsleben des Weibes in physiologischer, pathologischer und hygienischer Beziehung.
- The Sexual Life of Woman in Its Physiological, Pathological and Hygienic Aspects. transl. Eden Paul. Rebman, 1910
- Die sexuelle Untreue der Frau. Marcus & Weber, 1918